# راي جاكسون (ناشط حقوق الإنسان)
راي جاكسون (بالإنجليزية: Ray Jackson)‏ هو ناشط حقوق الإنسان أسترالي، ولد في 27 مارس 1941، وتوفي في 23 أبريل 2015 في سيدني في أستراليا.